# Негода Олександр Олексійович
Олександр Олексійович Негода (нар. 28 лютого 1949, м. Біла Церква, Київська область — пом. 20 серпня 2016) — доктор технічних наук; Національне космічне агентство України, генеральний директор (20 лютого 1995 — 25 липня 2005).

## Біографія
Народився в м. Біла Церква, Київська область в сім'ї військовослужбовця; дружина Людмила Олександрівна; син Сергій — юрист.
Освіта: Дніпропетровський державний університет, фізико-технічний факультет, інженер-механік.
Пройшов шлях від інженера до заступника генерального конструктора КБ «Південне» (з 1985). Був заступником секретаря парткому КБ.
Член Комітету з Державних премій України в галузі науки і техніки (березень 1997 — червень 2000).

## Нагороди та почесні звання
- Орден «Знак Пошани»
- Орден «За заслуги» III (лютий 1999)[4], II (серпень 2004)[5], I ступенів (квітень 2006)[6]
- Почесна грамота Кабінету Міністрів України (лютий 2004)[7]
- Орден «Дружби» (Росія)
- Заслужений машинобудівник України
- Лауреат Державної премії України.

## Службовий ранг
Державний службовець 1-го рангу (травень 1995).

## Смерть
Помер 20 серпня 2016 року.